# Marie Clay
Pour les articles homonymes, voir Clay.
Marie Mildred Clay, née Irwin le 3 janvier 1926 à Wellington et morte le 13 avril 2007 à Auckland, est une chercheuse néo-zélandaise connue pour ses travaux en pédagogie.
Elle est attachée à l’idée que les enfants qui ont du mal à apprendre à lire et à écrire peuvent être aidés grâce à une intervention précoce. Psychologue clinicienne, elle développe le programme Reading Recovery, une méthode globale initiée en Nouvelle-Zélande, et étendue au monde entier. Ce programme est cependant critiqué, plusieurs études pointant un manque d'efficacité.

## Biographie

### Jeunesse et études
Marie Mildred Irwin naît à Wellington, en Nouvelle-Zélande. Elle est la fille du comptable Donald Leolin Irwin et de la professeure de musique Mildred Blanche Godlier. Ses parents se séparent lorsqu'elle a cinq ans. Elle fréquente quatre écoles primaires, puis le Wellington East Girls' College. Elle étudie l'éducation à l'université Victoria de Wellington, obtenant un Bachelor of Arts en 1947 et un Master of Arts avec mention très bien en 1949. Son mémoire de maîtrise s'intitule The teaching of reading in New Zealand special classes. Elle reçoit également un diplôme d'éducation de la même institution en 1948. Après avoir étudié la psychologie clinique de l'enfant à l'université du Minnesota en tant que boursière Fulbright, Clay obtient son doctorat à l'université d'Auckland en 1966, après avoir rédigé sa thèse de doctorat, intitulée Emergent reading behaviour. Elle est employée à la faculté de l'université d'Auckland à partir de 1960.

### Carrière professionnelle
Clay développe Reading Recovery, une méthode linguistique globale, qui est adoptée par toutes les écoles néo-zélandaises en 1983. En 1985, des enseignants et des chercheurs de l'université d'État de l'Ohio introduisent Reading Recovery aux États-Unis. Reading Recovery est constitué d'une intervention précoce destinée aux élèves à risque de première année, conçue pour combler les écarts dans un délai moyen de 12 à 20 semaines[réf. nécessaire].
En 1982, Clay est intronisée dans le Temple de la renommée de la lecture de l'International Reading Association. Lors de la cérémonie de décoration du Nouvel An 1987, elle est nommée Dame commandeur de l'ordre de l'Empire britannique, pour ses services rendus à l'éducation. En 1992, elle est élue présidente de l’International Reading Association et est la première personne non Nord-Américaine à occuper ce poste,.
Son guide à destination des enseignants, Reading Recovery: Guidelines for Teachers in Training se vend à plus de huit millions d'exemplaires dans le monde. Elle meurt le 13 avril 2007 à Auckland, à l'âge de 81 ans des suites d'une courte maladie.

## Critique de l'efficacité du programmeReading Recovery
Le déploiement et l'utilisation du programme Reading Recovery a considérablement diminué en Australie et en Nouvelle-Zélande au cours des dernières années. Un rapport du ministère de l'Éducation de la Nouvelle-Galles du Sud conclut en effet que Reading Recovery est largement inefficace et ne doit pas être utilisé chez la plupart des enfants.
Le 23 avril 2022, le Centre de recherche en éducation et politique sociale de l'université du Delaware présente les résultats d'une étude sur les effets à long terme de Reading Recovery. Elle conclut que « les estimations de l'impact à long terme étaient significatives et négatives ». L'étude révèle que les enfants ayant bénéficié du programme ont des résultats aux tests de lecture nationaux de troisième et quatrième années qui sont inférieurs aux résultats d'enfants n'ayant pas bénéficié de Reading Recovery. Le rapport de l'étude suggère trois hypothèses possibles pour expliquer ce résultat :
- Bien que Reading Recovery ait un impact important sur les mesures d’alphabétisation précoces, il ne donne pas aux élèves les compétences requises pour réussir dans les années suivantes, ou ;
- Les gains sont perdus parce que les élèves ne bénéficient pas d’une poursuite de l'intervention pédagogique les années suivantes ; ou,
- Les impacts de l’intervention précoce sont effacés par les expériences ultérieures.

En octobre 2022, American Public Media lance un podcast intitulé Sold a Story, débattant des impacts observés négatifs de la théorie de Clay sur l'enseignement de la lecture dans les écoles publiques américaines, ainsi que des nombreuses études qui contredisent la théorie de Clay. En réponse, plusieurs institutions internationales affiliées à Reading Recovery publient une déclaration énumérant les diverses récompenses décernées à Clay, censées démontrer l'efficacité de sa théorie.

## Récompenses et distinctions
La faculté de l'État de l'Ohio travaille avec Clay au début des années 1980 et elle y est distinguée en tant que chercheuse invitée en 1984-1985. Le conseil d'administration de l'université d'État de l'Ohio approuve la création d'une chaire universitaire, la Marie Clay Endowed Chair in Reading Recovery and Early Literacy, le 4 février 2005. En 2017, Clay est sélectionnée parmi les « 150 femmes en 150 mots » de la Société royale de Nouvelle-Zélande, liste qui célèbre la contribution des femmes au savoir en Nouvelle-Zélande,

## Vie privée
En 1951, elle épouse l'ingénieur civil Warwick Victor Clay, avec qui elle a un fils, Alan, et une fille, Jenny. Ils divorcent en 1976,.